# إدوارد ك. هال
إدوارد ك. هال (بالإنجليزية: Ed Hall)‏ هو محامي أمريكي، ولد في 9 يونيو 1870 في غرانفيل في الولايات المتحدة، وتوفي في 10 نوفمبر 1932 بسبب نوبة قلبية.